# I'm Sorry
I'm Sorry est une série télévisée américaine en 20 épisodes de 24 minutes, créée par Andrea Savage, diffusée du 12 juillet 2017 au 13 mars 2019 sur truTV.

## Fiche technique
- Titre : I'm Sorry
- Pays d'origine : États-Unis
- Genre : comédie
- Date de diffusion: 2017-2019

## Distribution
- Andrea Savage : Andrea
- Tom Everett Scott : Mike
- Olive Petrucci : Amelia
- Kathy Baker : Sharon
- Gary Anthony Williams : Brian
- Martin Mull : Martin
- Jason Mantzoukas : Kyle
- Steve Zissis : le voisin en short
- Allison Tolman : Jennifer
- Brian Stepanek : Mr Castellotti
- Judy Greer : Maureen
- Lyndon Smith (en) : Miss Shelly
- Scott Aukerman (en) : Rob